# Javanshir
Pour l’article homonyme, voir Javanshir (homonymie).
Javanshir (aussi écrit Jevanshir ou Dzhavanshir, géorgien Djouansher, littéralement « le jeune lion » ; mort en 680) est un prince de la région de Gardman en Outik entre 636/638 et 680, dont les actes sont sujets de poèmes épiques.

## Biographie
Javanshir est le second fils de Varaz-Grégoire, prince de Gardam de la dynastie mihranide, et d'une princesse nommée Goridouxt, sans doute issue de la famille royale d'Ibérie. Varaz-Grégoire avait été le premier prince gardmanien à s'imposer sur toute l'Albanie du Caucase après son « baptême » en 628 par le Catholicos Viroï. 
Vers 636/638, Javanshir succède à son père au détriment de son frère aîné Varaz-Peroz grâce à l'appui du Grand-Roi sassanide dont il reconnaît la suzeraineté. Il exerce un commandement dans l'armée perse et se bat contre l'invasion musulmane du Calife Umar. En 636, il conduit une armée albanienne avec les princes arméniens Mouchegh III Mamikonian et Grigor II Novirak Siouni qui prend part à la bataille d'al-Qadisiyya entre les armées perses et arabes.
Après la défaite sassanide de 642, Javanshir conclut une alliance avec l'empereur byzantin dont il obtient le titre de « protopatrice » et à qui il transfère son allégeance jusqu'en 654.
Face à la menace de l'invasion arabe au sud et de l'offensive khazare au nord, Javanshir est forcé de reconnaître l'autorité du Calife à partir de 654. C'est un point clé pour l'histoire ultérieure du pays. Javanshir est assassiné en 680/681 par des nobles pro-byzantins qui s'opposaient à lui. Selon Movsès Daskhourantsi, son élégie est rédigée par le poète arménien Davtak Kertog.
Ses héritiers sont privés de sa succession en faveur de Varaz-Trdat, prince d'Albanie du Caucase de 680 à 705, l'un des fils de son frère aîné Varaz-Peroz.